# Приозерне (Прилуцький район)
Приозерне́  (до 1961 р.  - Нечволодівщина) — село в Україні, у Прилуцькому районі Чернігівської області. Населення становить 10 осіб. Входить до складу Сухополов'янської сільської громади.

## Історія
Хут. Нечволодівський заснов. у пер. пол. 19 ст. 1859 в хут. Нечволодівщина (Нечволода), що належав штабс-капітану Платону Васильовичу
Нечволоду, наліч. 20 дворів, 106 ж., приписаних до парафії Петропавлівської ц-ви с. Рудівки. 
Найдавніше знаходження на мапах 1869 рік як Нечеволодова (Ханевщина).
У 1900 р. - х.Нечволодівський, 20 дворів, 118 мешканців.
У 1911 році на хуторі Нечволодовщина  жило 145 осіб.
До 2019 року орган місцевого самоврядування — Мазківська сільська рада.

## Населення

### Мова
Розподіл населення за рідною мовою за даними перепису 2001 року:
| Мова       | Кількість | Відсоток |
| ---------- | --------- | -------- |
| українська | 9         | 90%      |
| російська  | 1         | 10%      |
| Усього     | 625       | 100%     |